# Styrbjørn den Stærke
Styrbjørn den Stærke egentlig blot Bjørn (oldnordisk: Styrbjǫrn Sterki; død omkring 985) var ifølge de sene sagaer søn af den svenske konge Olof Björnsson, og nevø af Olofs medkonge og efterfølger Erik Sejrsæl, der besejrede og dræbte Styrbjørn under slaget ved Fyrisvellir. Som mange andre sagafigurer er der usikkert om han har eksisteret i virkeligheden, men han bliver nævnt i et næsten samtidig skjaldedigt af Þórvaldr Hjaltason om slaget.
Ifølge legenden var hans oprindelige navn Bjørn og Styr- var en epitet, der blev tilføjet, da han voksede op, fordi han var rastløs, stærk og voldelig.